# Helle Ib
Helle Ib (født 5. november 1965) er en dansk journalist, politisk redaktør og kommentator.

## Baggrund
Helle Ib blev født  i Assens, som datter af fabrikant Jørgen Ib og hustru, sekretær Bente Dahl Madsen. Hun bor nu i København med to børn fra et tidligere ægteskab.
Hun er student fra Vestfyns Gymnasium og blev uddannet fra Danmarks Journalisthøjskole i 1992, hvorefter hun kom til Jyllands-Posten som politisk reporter. I 2002 blev hun freelancejournalist og leverede artikler, analyser, baggrundsartikler, klummer og kommentarer til Dagbladenes Bureau, Dagbladet Information, P1, metroXpress, Altinget.dk og TV 2. Fra 2006 var hun  politisk redaktør for BT, indtil hun efter folketingsvalget 2011 blev ansat på Dagbladet Børsen som politisk kommentator.
Efter 14 år  som analytiker, herunder syv som lederskribent, stoppede Helle Ib i sommeren 2025 på Børsen efter ændringer i redaktionsledelsen, som avisen har foretaget, efter at Nikolaj Sommer overtog posten som ansvarshavende chefredaktør fra Bjarne Corydon. Her besluttede man at sløjfe avisens leder og at vinke farvel til to ”meget markante profiler” i form af Niels Lunde og Helle Ib.